# Paul Fischer
Paul Fischer (6 settembre 1882 – 6 febbraio 1941 o 1942) è stato un calciatore tedesco, di ruolo difensore.